# لي (نيويورك)
لي (بالإنجليزية: Lee, New York)‏ هي معلم جغرافي تقع في الولايات المتحدة في مقاطعة أونيدا، نيويورك. يقدر عدد سكانها بـ 6,486 نسمة ومساحتها 118.0 كم2 وترتفع عن سطح البحر 286 متر.